# Lobayefloden
 Præfekturet Lobaye
Lobayefloden (eller Lobay, fransk: Rivière Lobaye) er en flod i Den Centralafrikanske Republik, en højre biflod til Ubangifloden.

## Flodens løb
Lobaye-floden har sit udspring i præfekturet Nana-Mambéré, i den vestlige del af landet, og løber generelt i sydøstlig retning gennem Mambéré-Kadéï og Lobaye til dens sammenløb med Ubangi. Lobaye afvander en del af Carnot-sandstensplateauet. Der er potentiale for udvikling af vandkraft, især i området mellem Mbaéré-flodens udmunding og Loko-Safa-vandfaldene.
Lobaye er 538 km lang, med et gennemsnitlig fald på 1,25 m/km. Den udspringer nær byen Bouar i en højde af omkring 1.040 moh. og dens øvre løb, helt til Baoro, kaldes Bali-floden. Den øvre del er i starten voldsom, men efter nogle strømfald 78 km fra udspringet, løber den ud i en bred U-formet dal. De nederste 118 km er sejlbar, der løber gennem ækvatorial skov.

## Historie
En af de første europæere, der udforskede floden, var belgieren Alphonse van Gèle i november-december 1886. Den 25. juli 1901 forlod en mission ledet af koloniadministratoren M. Dessirier de Paulwel med 30 soldater og 65 bærere Bangui og krydsede Bonjo-territoriet og nåede Loko ved Lobay-floden den 1. september 1901. Ekspeditionen gik derefter nordpå til Carnot-posten ved Sanghafloden, som de nåede den 20. oktober 1901. Dessirier de Paulwel konkluderede, at M'Bali-floden ikke, som man havde troet, var den øvre del af Likouala-aux-Herbes-floden, der er en biflod til den nedre del af Sangha, men snarere var en del af Lobay-floden.

## Bevarelse
Basse-Lobaye Biosfærereservat på 182 km2 beskytter en del af skoven langs flodens nedre del. Der er ingen bufferzone. Vegetationen er tæt, halvløvfældende tropisk fugtig skov, en ung skov med en lukket underskov, for det meste galleriskov. Der er spredte pygmæbebyggelser. Økonomien er baseret på landbrug, jagt, fiskeri og indsamling i skoven.